# Lipce Reymontowskie (przystanek kolejowy)
Lipce Reymontowskie – przystanek kolejowy w Lipcach Reymontowskich, w województwie łódzkim, w Polsce. Znajdują się tu 2 perony. Można stąd dojechać do Koluszek, Łodzi, Skierniewic, Warszawy czy Poznania.

## Ruch pasażerski[1]
| Rok  | Wymiana pasażerska na dobę | Miejsce w Polsce |
| ---- | -------------------------- | ---------------- |
| 2017 | 300-499                    | bd.              |
| 2018 | 300-499                    | bd.              |
| 2019 | 300-499                    | 554.             |
| 2020 | 200-299                    | 571.             |
| 2021 | 300-499                    | 585.             |
| 2022 | 300-499                    | 556.             |
| 2023 | 500-699                    | 561.             |
| 2024 | 500-699                    | 593.             |